# Sistema ambulacral

Anatomía de un asteroideo:
1.- Estómago pilórico; 2.- Ano; 3.- Glándula rectal;
4.- Canal pétreo; 5.- Madreporito; 6.- Canal pilórico;
7.- Ciego pilórico; 8.- Estómago cardiaco; 9.- Gónada;
10.- Surco ambulacral; 11.- Ampolla del pie ambulacral.

Ambulacral (Sistema vascular acuífero o aparato ambulacral) es un término utilizado típicamente en el contexto de partes anatómicas del filo Echinodermata o de las clases Asteroidea y Edrioasteroidea. Los equinodermos pueden tener partes ambulacrales que incluyen osículos, placas, espinas y ventosas. Por ejemplo, las estrellas de mar tienen un surco ambulacral en su lado oral (parte inferior). Este surco ambulacral se extiende desde la boca hasta el final de cada radio o brazo. Cada ranura de cada brazo tiene a su vez cuatro filas de pies de tubo hueco que se pueden extender o retraer. Frente al surco ambulacral hay una cresta ambulacral en el lado aboral de cada radio, conocida como ambulacro. Estos tienen inter-ambulacro entre ellos.

## Locomoción
Aunque el aparato ambulacral desempeña múltiples funciones, una de las fundamentales es la locomoción. En este sentido podemos tomar como estudio el caso de los Asteroidea. El proceso de locomoción de las estrellas de mar comienza cuando el agua entra en el cuerpo a través del madreporito, una estructura en la parte superior del animal. Esta agua se mueve a través de unos canales cubiertos por cilios, pequeños pelos que ayudan a empujar el agua. El agua viaja por estos canales hasta llegar al conducto hidróforo, que se conecta a los brazos de la estrella de mar.
Dentro de cada brazo, los canales se dividen en canales laterales con válvulas, ampollas y pies ambulacrales. Los pies atraviesan el exoesqueleto del animal y se extienden hacia fuera, donde pueden pegarse al fondo marino. Cuando la ampolla se contrae, la válvula cierra el canal, lo que hace que el líquido entre en el pie, alargándolo. Cuando el pie toca el sustrato, la ventosa se adhiere fuertemente. Después, los músculos del pie se contraen, acortándolo y enviando el líquido de vuelta a la ampolla. Este proceso se repite, lo que permite que el animal se mueva por el fondo.

## Etimología
Del latín 'ambulācrum', que significa 'paseo plantado de árboles', 'avenida', 'callejón' y 'lugar para caminar'. Deriva de 'ambulāre', que significa 'caminar' o 'Amble' que significa 'caminar despacio o tranquilamente'.
Tiene raíces indoeuropeas, derivadas de 'Ambhi'.